# Gotthilf Christian Reccard

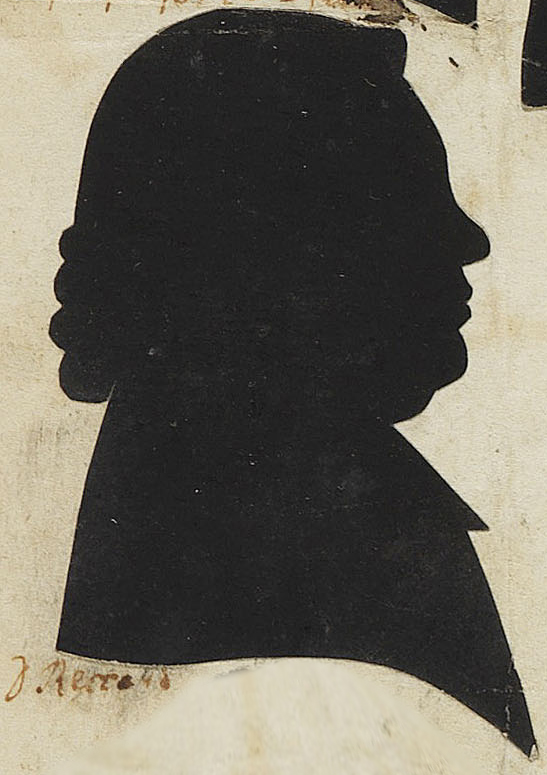
Gotthilf Christian Reccard (Scherenschnitt)

Gotthilf Christian Reccard (* 13. März 1735 in Wernigerode; † 3. Oktober 1798 in Königsberg) war ein deutscher evangelischer Theologe und Astronom.

## Leben
Reccard war der Sohn eines Diakons und besuchte das Lyceum in Wernigerode. Er studierte in Halle und wurde 1762 Pfarrer an der Trinitatiskirche und 2. Inspektor an der Realschule in Berlin. Bereits 1765 zog er nach Königsberg in Ostpreußen, wo er im folgenden Jahr zum Professor für Theologie und Konsistorialrat ernannt wurde. Von 1776 bis 1796 war er Director des Collegium Fridericianum. Neben seinem Beruf widmete er sich astronomischen Forschungen. 1765 wurde er zum korrespondierenden Mitglied der Göttinger Akademie der Wissenschaften gewählt.